# Ritterstraße
Ritterstraße – stacja metra hamburskiego na linii U1. Stacja została otwarta 2 października 1961. 

## Położenie
Stacja Ritterstraße jest położona pod Wandsbeker Chaussee, między Ruckteschellweg na wschodzie i Ritterstraße na zachodzie. Na obu końcach peronu wyspowego znajdują się schody prowadzące do holu, z którego prowadzą po dwa wyjścia na powierzchnię.